# Khaled Kaddour
Khaled Kaddour, né en 1958 à Gafsa, est un homme politique tunisien.

## Biographie
Titulaire d'un master en gestion des entreprises pétrolières de l'École des hautes études commerciales de Montréal en 1988, il obtient en 1981 un diplôme d'ingénieur en production des hydrocarbures. Docteur en prospective et stratégie des organisations, il a écrit une thèse intitulée Analyse prospective d'un système en transition : des futurs qui n'ont pas eu lieu aux futurs possibles - Le cas de la Tunisie au Conservatoire national des arts et métiers à Paris, en 2005.
Il est auditeur du Cycle d'études euro-méditerranéen adressé aux décideurs de l'Union européenne et des pays partenaires à Milan en 1999, du Centre d'études stratégiques de l'Afrique à Washington en 2001, du Centre des études stratégiques pour le Proche-Orient et l'Asie du Sud (en) de la National Defense University à Washington en 2004, et enfin de l'Institut de défense nationale de Tunis en 2012. De 2002 à 2008, il enseigne la prospective stratégique à l'École nationale d'administration de Tunis.
En août 2008, il est nommé PDG de la Société italo-tunisienne d'exploitation pétrolière. En 2011, il devient directeur général de l'énergie au ministère de l'Industrie, des Mines et de l'Énergie.
Le 12 septembre 2017, il devient ministre de l'Énergie, des Mines et des Énergies renouvelables, dans le gouvernement de Youssef Chahed.
Le 31 août 2018, il est limogé de son poste et son ministère rattaché au ministère de l'Industrie et des PME.